# Aporosa egregia
Aporosa egregia är en emblikaväxtart som beskrevs av Airy Shaw. Aporosa egregia ingår i släktet Aporosa och familjen emblikaväxter. Inga underarter finns listade i Catalogue of Life.